# 피렌체의 괴물

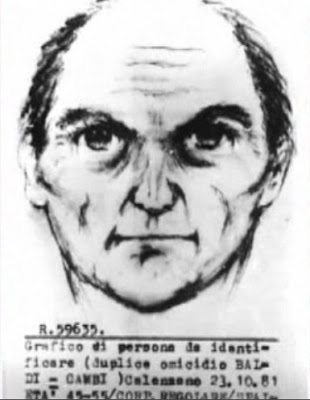

피렌체의 괴물(이탈리아어: Mostro di Firenze 모스트로 디 피렌체[*])은 이탈리아 피렌체에서 발생한 연쇄 살인 사건이다. 주로 부부나 커플이 표적이되어 8쌍 (16명)이 살해되었으며, 미해결 사건이다.
사건의 명칭의 유래는 범인을 괴물이라고 불렀기 때문이다.

## 범행
1968년 8월 21일 피렌체 교외 시그나의 숲 근처에 주차된 차량의 차내에서 남녀 시체가 발견되었다. 차내에는 여성의 아이가 동승하고 있었지만, 자고 있었기 때문에 사망하지 않았다. 피해 여성의 남편의 소행으로 된 남편은 1970년 3월에 징역 13년을 받았다. 피렌체의 괴물의 관여가 의심되는 사건이다.
1974년 9월 14일 피렌체 교외 보르고 산 로렌조의 포도밭 근처에 주차된 차량의 차내에서 남녀의 시체가 발견되었다.
1981년 6월 6일 결혼식을 앞둔 남녀가 쇼핑을 나가는 도중에 살해되었다.
1981년 10월 23일, 칼렌차노 부근에서 차내에서 남녀 시체가 발견되었다.
1982년 6월 19일, 몬테스페르톨리에서 남녀 시체가 발견되었다.
1983년 9월 9일, 두 명의 독일 남성 시체가 발견되었다. 남성 한명은 머리가 길었으며, 여성으로 착각한 것으로 간주되고 있다.
1984년 7월 29일, 데이트 중인 남녀가 사망하였다.
1985년 9월 8일, 산카스치아노에서 프랑스인 부부가 살해되었다.